# Athlone
Athlone (irsky Baile Átha Luain) je město ve středním Irsku na řece Shannon. Podle sčítání z roku 2011 žilo ve městě 20 153 obyvatel. Athlone je součástí hrabství Westmeath, ale některá jeho předměstí leží v hrabství Roscommon. Severně od města se nachází jezero Lough Ree.
Turistickou atrakcí je Athlone Castle z roku 1129 a kostel svatého Petra a Pavla. V Athlone se nachází Sean's Bar, údajně existující nepřetržitě od 9. století a zapsaný v Guinnessově knize rekordů jako nejstarší hospoda v Evropě.
Město leží na silnici N6, také je zde nádraží na trati z Dublinu do Galway a na řece Shannon funguje rozvinutá lodní doprava.
Ve městě sídlí vysoká škola Athlone Institute of Technology.
V sedmdesátých letech navrhlo hnutí Sinn Féin ve svém programu Éire Nua, usilujícím o připojení Severního Irska, aby se Athlone vzhledem ke své centrální poloze stalo hlavním městem sjednoceného Irska.
V Athlone se narodil operní tenorista John McCormack. Koná se zde každoročně All-Ireland Drama Festival. Součástí místní kultury je také galerie moderního umění Luan Gallery, otevřená v roce 2012.
Na městském stadionu hraje své zápasy fotbalový klub Athlone Town FC, v osmdesátých letech dvojnásobný mistr Irska, v současnosti účastník druhé ligy.

## Externí odkazy

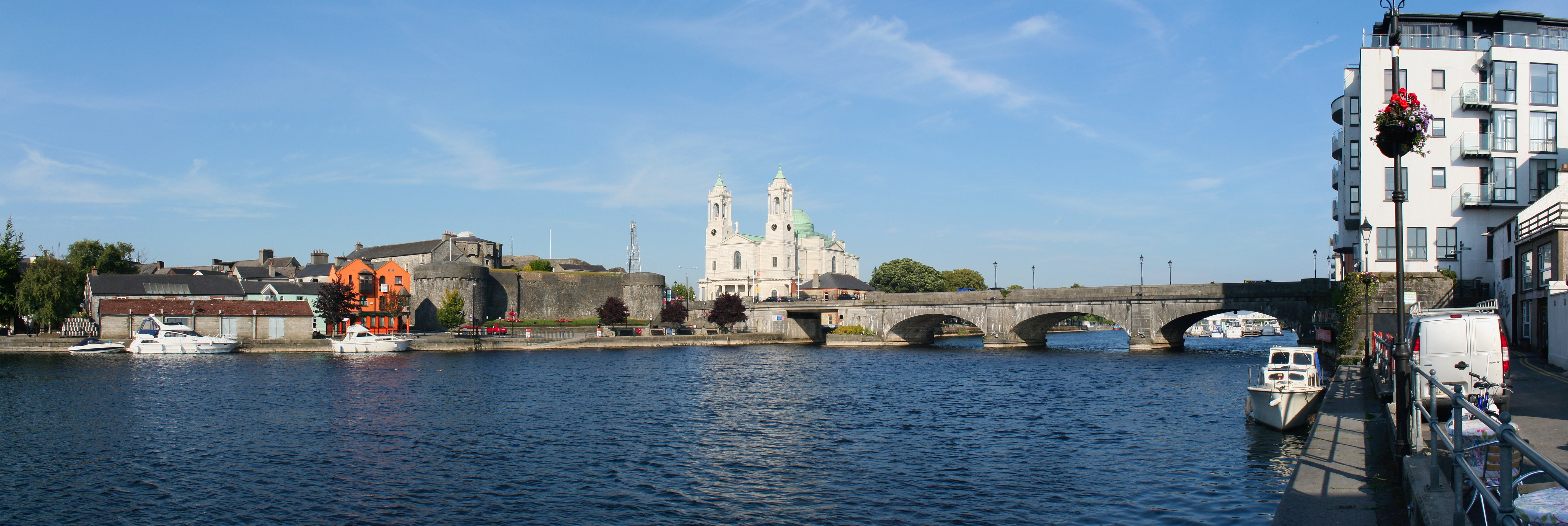
Centrum města s historickým mostem přes řeku Shannon

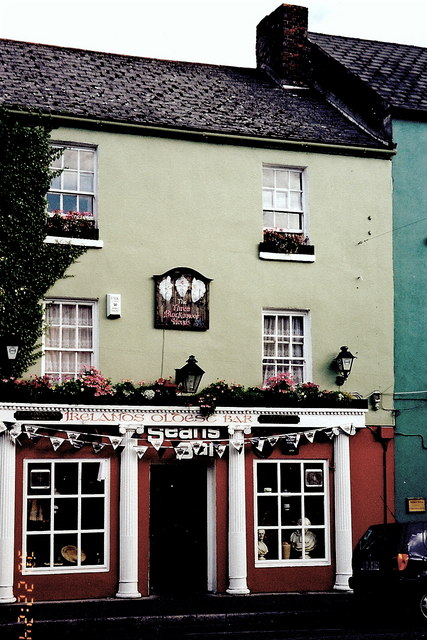
Sean's Bar